# Ambulyx canescens
Ambulyx canescens là một loài bướm đêm thuộc họ Sphingidae.

## phân phát
Loài này có ở bán đảo Đông Dương, Malaysia, Sumatra, Java, Borneo và Philippines.

## miêu tả

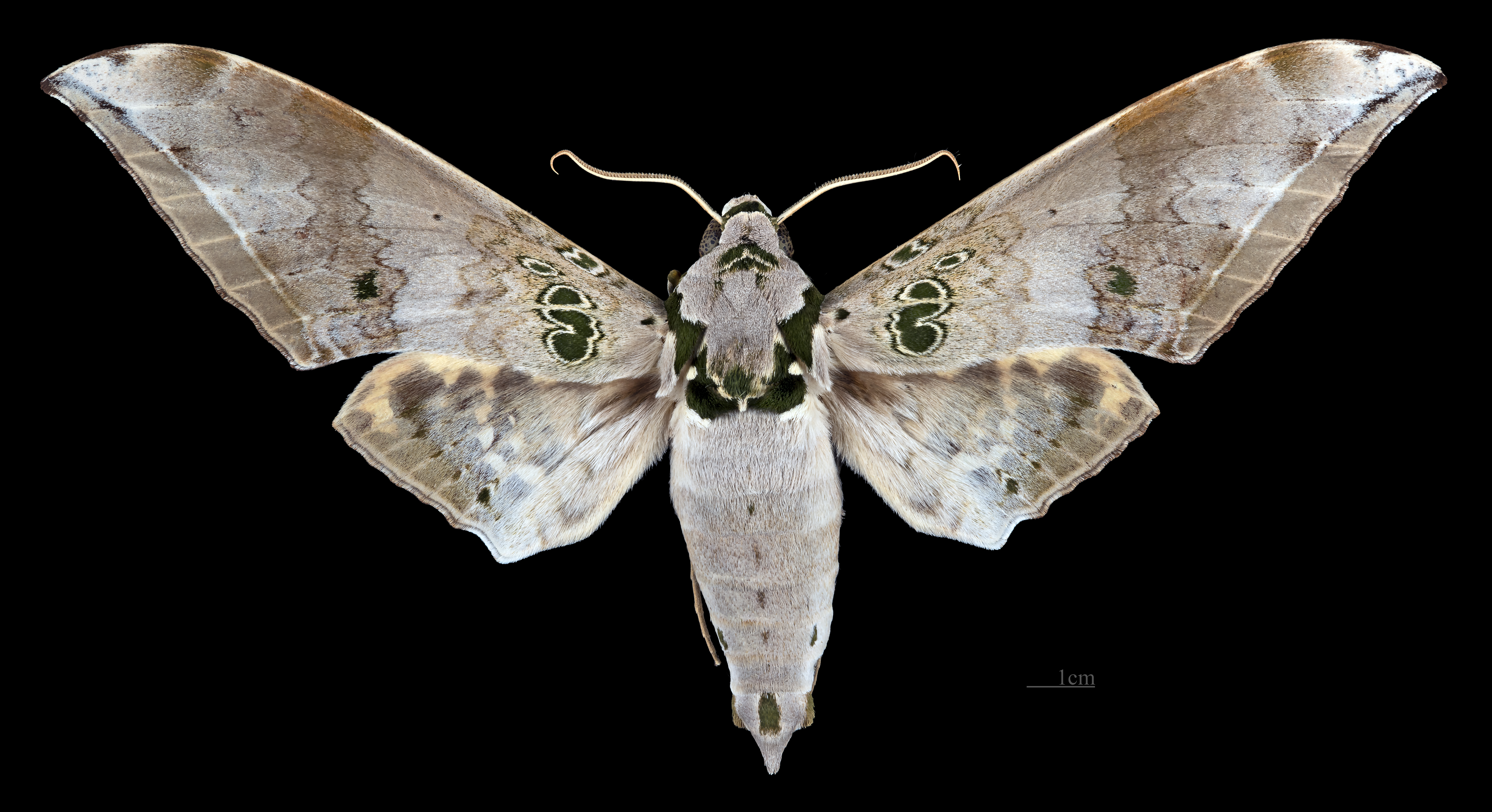
Ambulyx canescens ♂
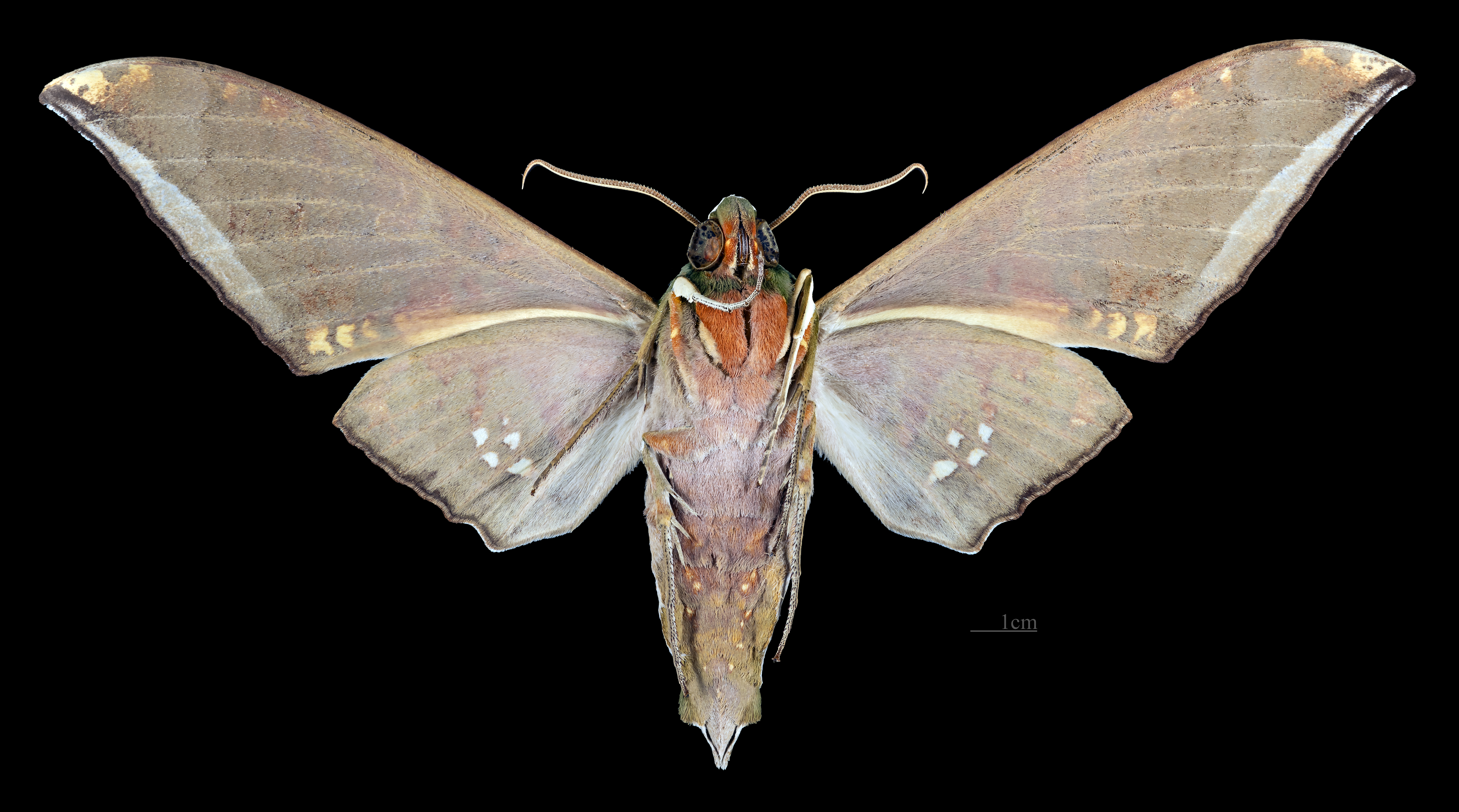
Ambulyx canescens ♂ △
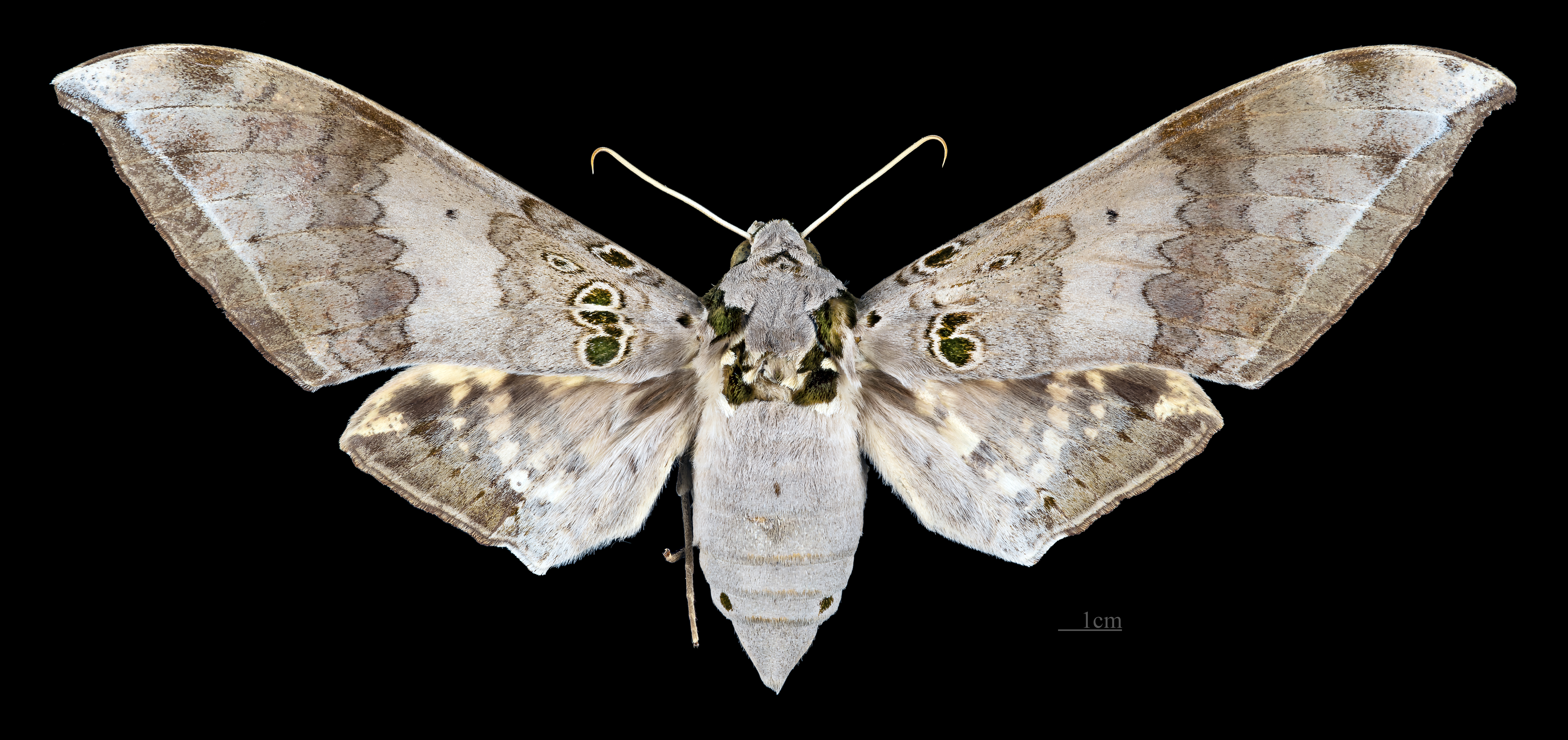
Ambulyx canescens ♀
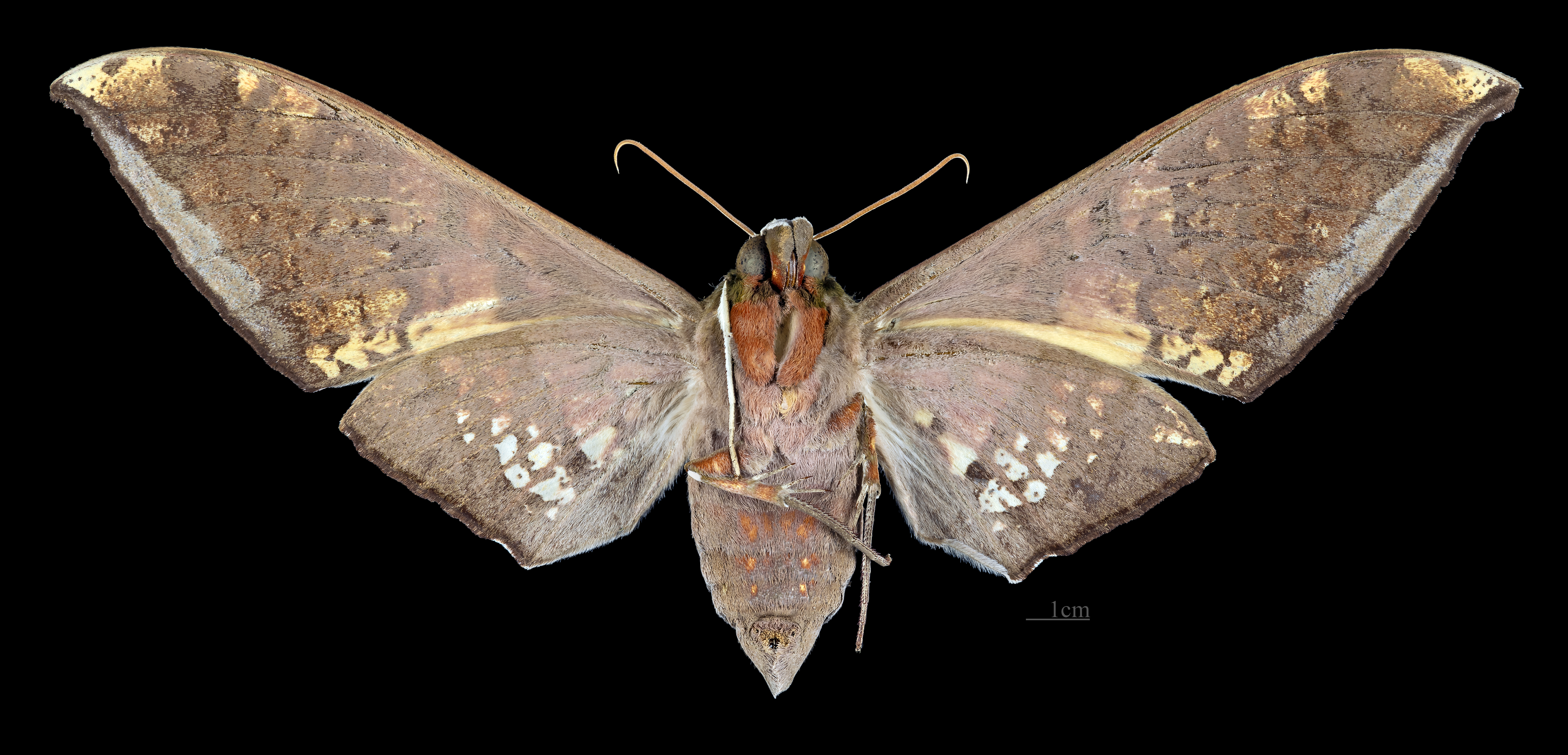
Ambulyx canescens ♀ △

## sinh học
Nó được xem là loài gây hại rừng do ấu trùng ăn lá của cây Dryobalanops lanceolata non. Ấu trùng cũng xuất hiện trên Shorea lepidota.

## Danh sách phân loài
- Ambulyx canescens canescens
- Ambulyx canescens flava (Clark, 1924) [2]
- Ambulyx canescens flavocelebensis

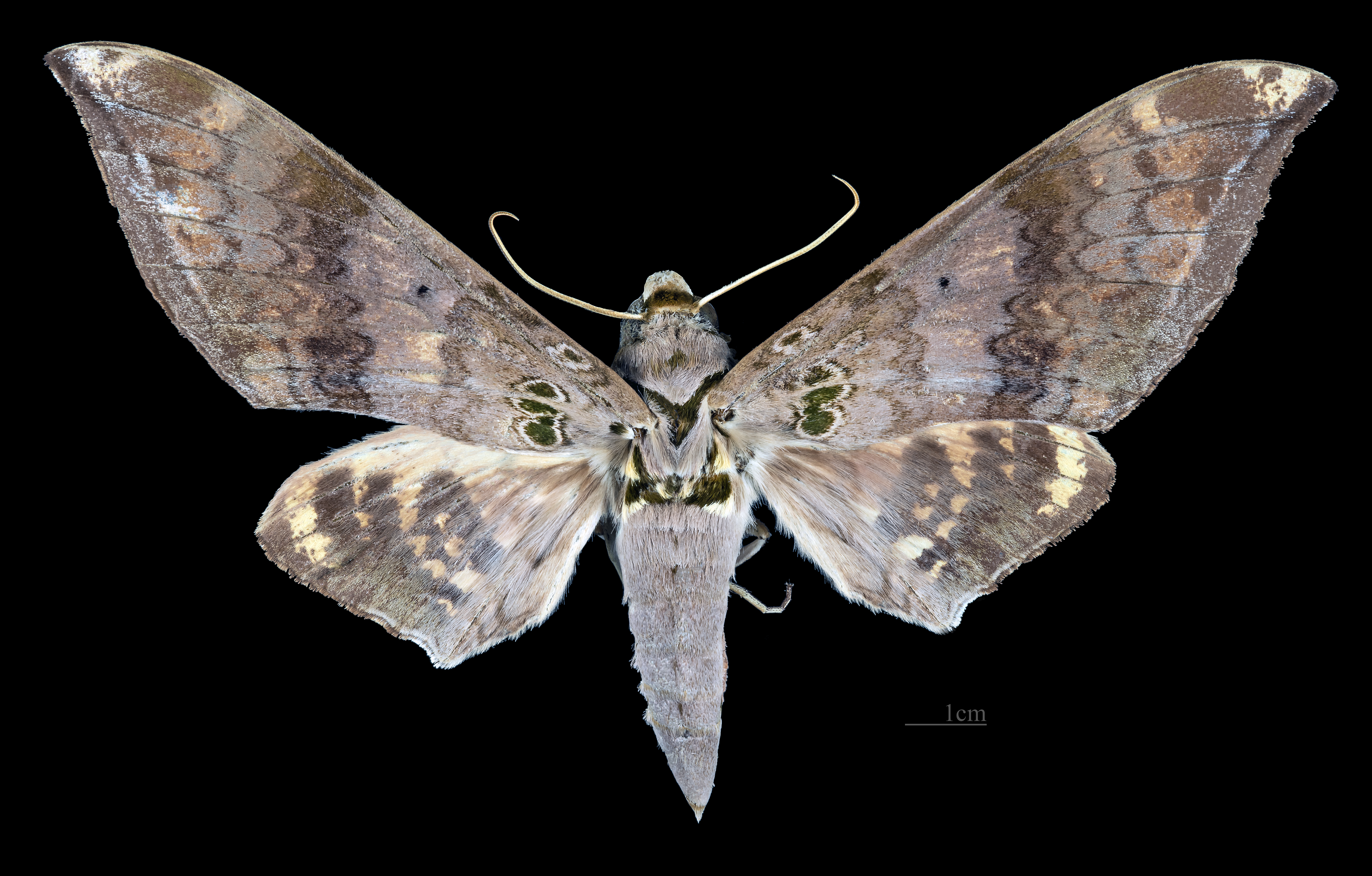
Ambulyx canescens flava ♂
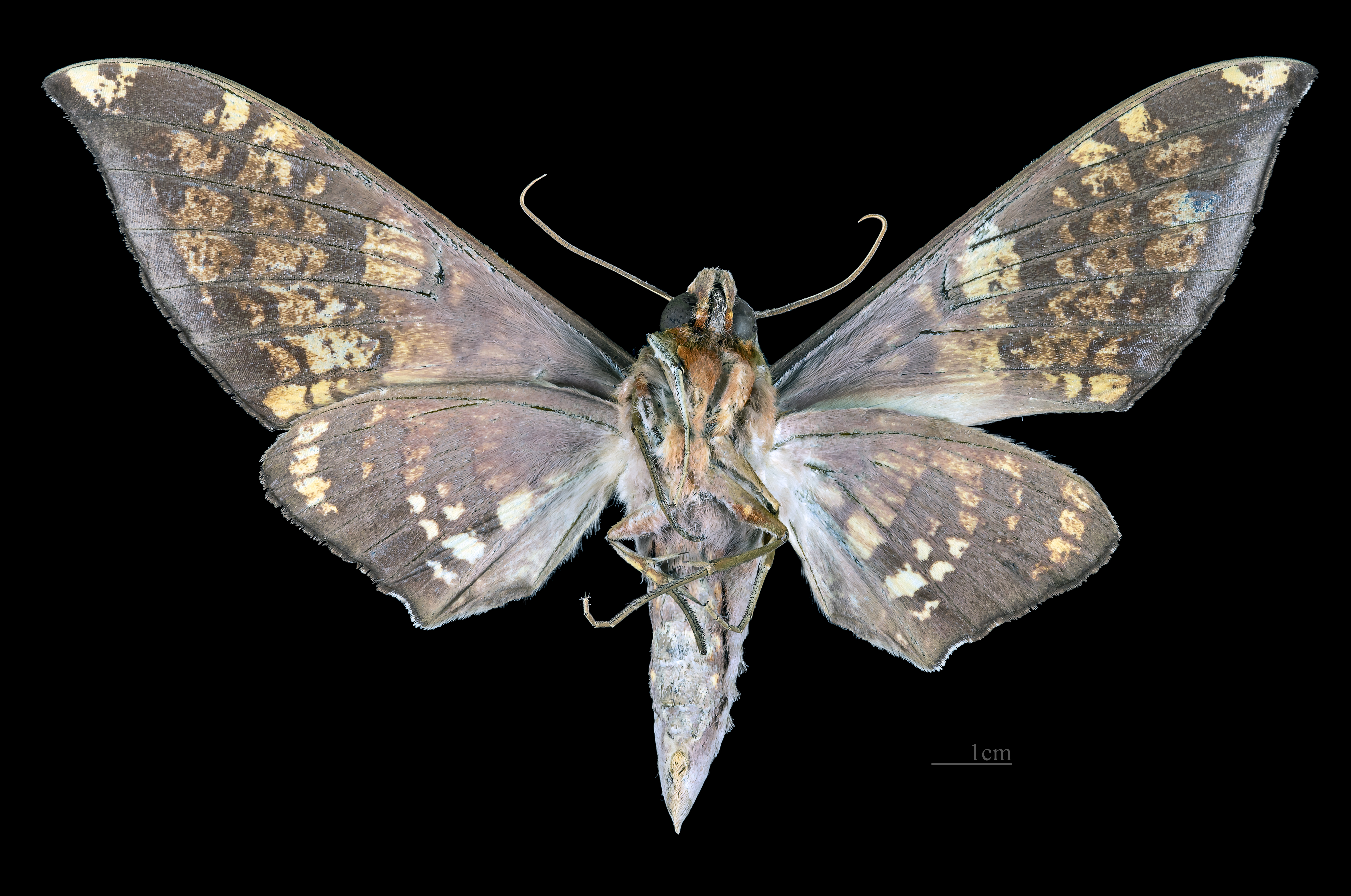
Ambulyx canescens flava ♂ △